# مقاطعة إساكينا (ميسيسيبي)
مقاطعة إساكينا هي مقاطعة في مسيسيبي، بلغ عدد سكانها 1٬406  نسمة، في 2010، عاصمتها مايرسفيل، تبلغ مساحتها 1٬406 كيلومتر مربع.

## الموقع
تشترك في الحدود مع:
- مقاطعة واشنطن (ميسيسيبي)
- مقاطعة وارن (ميسيسيبي).

## التقسيمات الإدارية
- مايرسفيل.